# 兵庫県立青雲高等学校
兵庫県立青雲高等学校（ひょうごけんりつ せいうんこうとうがっこう）は、兵庫県神戸市長田区池田谷町二丁目にある公立通信制高等学校。

## 概要
兵庫県に初めて設置された通信制高校であり、兵庫県立長田高等学校に併設されている。
在籍者は2024年12月の時点で1081人、令和6年度（2025年3月）の卒業者は184人である。
スクーリングは日曜日・月曜日・木曜日に行っており、本校のほか協力校の柏原高校、洲本実業高校においてもスクーリングを実施している。
同じく長田高校に併設されている定時制の兵庫県立長田商業高等学校の生徒が3年で卒業するための併習にも利用されている。
また本校生徒が長田商業高校専修課程の併修制度を利用することにより情報処理の単位取得が可能である。

## 沿革
- 1948年 4月 - 兵庫県立豊岡高等学校・兵庫県立加古川東高等学校に通信教育部開設。
- 1957年 3月 - 豊岡高校・加古川東高校の通信教育部が統合、長田高等学校通信教育部となる。
- 1965年 4月 - 長田高校通信制課程が独立、兵庫県立青雲高等学校開校。
- 1966年 3月 - 校章・校旗を制定。
- 1973年 6月 - 長田高校構内に専用校舎完成、移転。
- 1984年 11月 - 校歌制定（田村英夫 作詞・和田正 作曲）。
- 2024年 度 - ジャズ同好会を設立、青雲校舎のトイレを改修。
- 2024年秋 -卒業生保護者やフリースクール職員など有志により[2]居場所カフェを開設。

## 学科
- 単位制（4学年）

## 主な卒業生
- 長井香織 [3]- プロボクサー
- 廣道純[4]-プロアスリート
- 中島香織[5]- 元兵庫県議会議員、宝塚歌劇団卒業生
- 谷口愛 [6]- 実業家（33回卒業生）[7]

## 交通アクセス
- 高速長田駅（阪神神戸高速線）から徒歩15分
- 長田駅 (神戸市営地下鉄)から徒歩15分
- 神戸市バス3系統・4系統・44系統長田神社前バス停で下車徒歩5分。
- 板宿駅およびJR神戸駅から神戸市バス11系統、鷹取駅から110系統長田小学校前バス停で下車徒歩5分。
- その他神鉄長田駅 (神戸電鉄)および山陽電鉄西代駅からも徒歩20分ほどでアクセス可能。